# Vladimir Lazarev
Pour les articles homonymes, voir Lazarev.
Vladimir Lazarev, né le 5 juin 1964 à Saratov (Russie), est un joueur d'échecs français d'origine russe, grand maître international (GMI) depuis 2000.

## Biographie
Après avoir appris à jouer aux échecs à quinze ans, il intègre le club de sa ville natale, Saratov. Sous la direction du maître international (MI) Astashine, il progresse rapidement. 
Après avoir obtenu le titre de MI en 1991 et disputé de nombreux tournois en Russie, avec, notamment, une victoire de prestige, en 1993, contre Alexander Morozevich, il décide de poursuivre à l'étranger ses activités de joueur professionnel, et dispute plusieurs tournois en Europe. Il rencontre la GMIF Anda Šafranska et l'épouse. Le couple s'installe alors en France, à Lyon. En 2000, il obtient le titre de GMI. Par la suite, il se tourne vers l'entraînement de jeunes prometteurs à Villepinte en Seine-Saint-Denis, mais continue de disputer quelques tournois.
Au 1er janvier 2011, il est le 50e joueur français avec un classement Elo de 2 445 points.

## Palmarès
- Vainqueur du tournoi de Alouchta (1993)
- Vainqueur de l'Open international de Lyon (1999 et 2000)
- Vainqueur de l'Open international de Lausanne (2004)
- Vainqueur de l'Open du Rhône (2007)
- Deuxième de l'Open international de Positano (2005)
- Troisième de l'Open du Rhône (2005)
- Troisième de l'Open international de Monti (Sardaigne) (2005)